# Simona Mafai De Pasquale

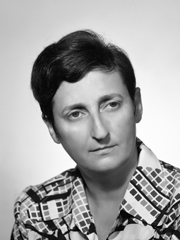
Mafai De Pasquale em 1976

Simona Mafai De Pasquale (5 de julho de 1928 - 16 de junho de 2019) foi uma política italiana do Partido Comunista (PCI). Ela foi eleita para o Senado da República em 1976, servindo até 1979.

## Biografia
Ela nasceu em Roma, filha dos pintores/escultores Mario e Antonietta Raphael . Mafai De Pasquale foi casado com Pancrazio De Pasquale, futuro presidente da Assembleia Regional da Sicília, até à sua morte em 1992.
Mafai De Pasquale morreu de um derrame cerebral em 16 de junho de 2019 em Palermo, aos 90 anos.